# Baltasar
Baltasar (accadi: Bel-Sarra-usur, que significaria ‘Que protegeix la seva vida’ o, potser, ‘Que Bel (pugui) protegir el rei’; hebreu bíblic: בלשאצר, Bēlšaʾṣṣar; grec: Balthazar) (580 aC-539 aC) va ser corregent de Babilònia. Tot i que s'esmenta en el Llibre de Daniel com el fill de Nabucodonosor, inscripcions babilòniques suggereixen que era el fill gran del rei Nabònides. Quan el rei es va exiliar el 550 aC, el regne i la major part del seu exèrcit van ser confiats a Baltasar. En el relat bíblic, Baltasar té una última gran festa en la qual una mà misteriosa escriu en una paret en arameu les paraules mene, mene, tekel, upharsin, que Daniel interpreta com un avís de Déu predient la caiguda de Babilònia. Baltasar va morir després de la caiguda de Babilònia a mans dels perses després de la batalla d'Opis en l'any 539 aC.